# Alexeï Rozine
Pour les articles homonymes, voir Rozin.
Alexeï Anatolievich Rozine, né le 4 février 1978 en Union des républiques socialistes soviétiques, est un acteur russe.

## Biographie
Alexeï Rozine étudie à l'école de théâtre d'art de Moscou.  Il joue sur scène dans des productions telles que История об истории (littéralement : Histoire d'histoire).
Au cinéma, il est apparu dans Elena (2011) et Léviathan (2014) du réalisateur Andreï Zviaguintsev , avant de prendre le rôle principal dans Faute d'amour, qui est allé au Festival de Cannes 2017. Andreï Zviaguintsev a déclaré qu'il était naturel d'attribuer à Rozine le personnage de Boris car ils ont déjà travaillé ensemble à deux fois reprises.

## Filmographie partielle

### Au cinéma
| Année | Titre                                                             | Rôle                            | Remarques                 |  |
| ----- | ----------------------------------------------------------------- | ------------------------------- | ------------------------- |  |
| 2011  | Elena                                                             | Sergeï                          |                           |  |
| 2014  | Léviathan                                                         | Pavel Polivanov, sergent du DPS |                           |  |
| 2017  | Faute d'amour                                                     | Boris Sleptsov                  |                           |  |
| 2020  | Yaga : Le Cauchemar de la forêt sombre (Яга. Кошмар тёмного леса) |                                 | de Sviatoslav Podgaïevski |  |
| 2021  | Au cœur de Parme                                                  |                                 |                           |  |
| 2024  | Le Maître et Marguerite                                           | Azazello                        |                           |  |